# 10324 Vladimirov
10324 Vladimirov eller 1990 VB14 är en asteroid i huvudbältet som upptäcktes den 14 november 1990 av den rysk-sovjetiska astronomen Ljudmila Karatjkina vid Krims astrofysiska observatorium på Krim. Den är uppkallad efter Vladimir Aleksejevitj Vladimirov.
Asteroiden har en diameter på ungefär tre kilometer och tillhör asteroidgruppen Nysa.